# ベン・シェリーフ隊列の長距離打撃行軍
ベン・シェリーフ隊列の長距離打撃行軍（ベン・シェリーフたいれつのちょうきょりだげきこうぐん、Le convoi Ben Chérif）は、1960年4月3日から10月10日にかけてアルジェリア北部地域にてALNが実行した浸透戦である。

## 概要
ALNはモーリス線構築以来チュニジア側からの越境攻撃が困難となっていた。さらにフランス軍による掃討戦によりアルジェリア内の解放軍戦力は低下する一方であった。FLNはこの状況を打破しようとフランス側に心理的衝撃を与える大胆な作戦を構想した。
2月末、チュニジア領内のタメスミダ難民キャンプにてベン・シェリーフを長とする襲撃部隊の編成を完結し、一路クエド・メルズまで北上しそこから二手に分かれて西進を開始した。4月3日、国境通過後ただちにモーリス線に接触し損害にかまわずこれを突破した。国境そばのモーリス線第一線突破後、次の第二線到着前にフランス軍機動対処部隊と交戦、これにかまわず前進を続け4月29日にモーリス線第二線の突破に成功する。
その後地中海沿いの山岳地帯を小部隊に分散し400kmの行程におよぶ行軍を続けた。途中、エル・ミリア、ケラッタ、ラファイエット等の都市を通過し補給上の問題点を克服しようとした。8月28日に第4ウィラヤ管内に到着、アルジェ南部のハキミヤやマジノ（エル・アドホーラ）等へ攻撃に備えて態勢を整える。その後部隊は4つに分かれて分散同時打撃を企図し、このうち2つが攻撃に成功するも10月10日の攻撃時にベン・シェリーフは捕虜となり一連の行動が終結した。
結果的にフランス側にほとんど損害を与えることは無かったが、大規模部隊による国境突破と長距離浸透行はシャール計画を実施中であったアルジェリア派遣軍首脳部に少なからぬ影響を与えた。